# Copa do Mundo FIFA de 1982
A Copa do Mundo FIFA de 1982 foi a 12.ª edição da Copa do Mundo FIFA. Foi a primeira a contar com 24 seleções, entre elas várias estreantes. No total, 105 países participaram das eliminatórias. O campeonato ocorreu na Espanha e teve como campeã a Itália.
A seleção brasileira, comandada por Telê Santana com futebol ofensivo e goleador conquistou a Espanha e encantou o mundo. Jogadores como Leandro, Júnior, Toninho Cerezo, Paulo Roberto Falcão, Zico, Sócrates e Éder apresentaram um futebol de muita técnica, toque de bola vertical, lindos gols e muitos artilheiros no mesmo time, passando para a história como uma das melhores seleções de todos os tempos, mesmo não vencendo o campeonato.
Outras grandes seleções marcaram presença na Espanha: a França de Michel Platini, Jean Tigana, Manuel Amoros, Dominique Rocheteau e Marius Trésor; a Alemanha de Karl-Heinz Rummenigge, Horst Hrubesch, Manfred Kaltz, Felix Magath e Paul Breitner. A Argentina com craques campeões do mundo como Daniel Passarella, Osvaldo Ardiles, Daniel Bertoni, Mario Kempes e a promessa de supercraque Diego Armando Maradona.
Do lado da seleção italiana, que havia deixado uma ótima impressão em 1978, o experientíssimo Dino Zoff, Antonio Cabrini, Giuseppe Bergomi, Claudio Gentile, Gaetano Scirea, Francesco Graziani, Gabriele Oriali, Marco Tardelli, Bruno Conti e Paolo Rossi.

## Resumo

### Primeira Fase

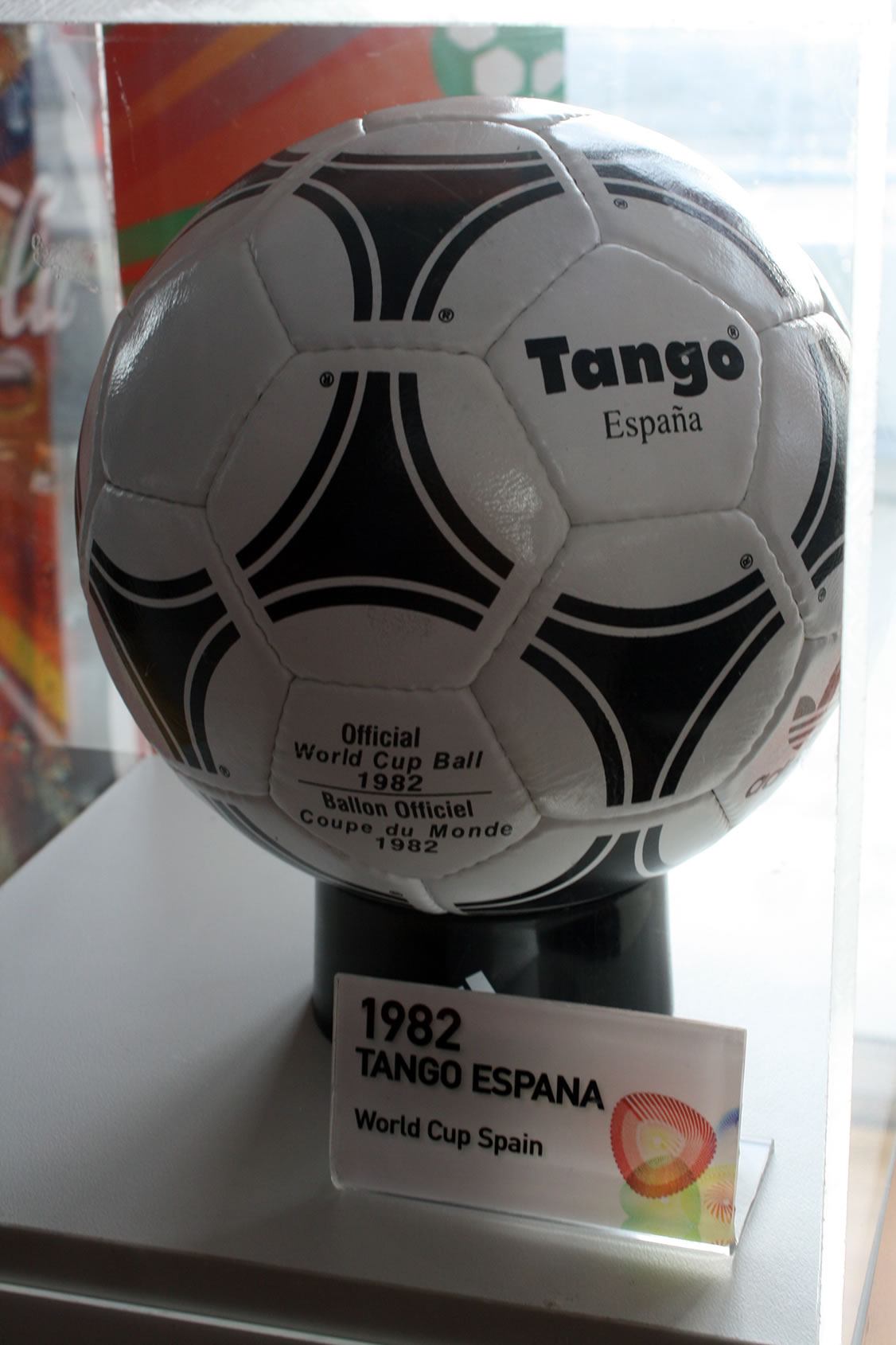
A bola da Copa de 1982

A Argentina, campeã mundial, decepcionou. Os portenhos fizeram o jogo de abertura contra a Bélgica e perderam por 1 a 0. Classificaram-se em segundo lugar no grupo após vencerem a Hungria e El Salvador. Neste grupo, por um jogo a Hungria reviveu a máquina de Ferenc Puskás e cia. de 1954 e venceu El Salvador por 10 x 1. A Bélgica ficava com a primeira vaga no grupo, confirmando que o vice-campeonato na Eurocopa de 1980 não fora acidente.
No grupo da Alemanha Ocidental, ocorreu uma das maiores zebras da história das copas. A Argélia, estreante em copas do mundo, ganhou dos germânicos por 2 a 1. A seleção alemã, em seguida, goleou o Chile por 4 a 1 e venceu sua "irmã", a Áustria, por 1 a 0, no chamado "jogo da vergonha". A Áustria, que vencera seus outros dois jogos (1 a 0 sobre o Chile e 2 a 0 sobre a Argélia), liderava o grupo e precisava apenas de um empate; a Alemanha, por causa da surpreendente derrota para a Argélia na estreia, precisava vencer, pois tinha um saldo de gols melhor que os argelinos, que já haviam terminado sua participação na primeira fase no dia anterior vencendo o Chile por 3 a 2. Com isto, os times puderam deduzir que uma vitória alemã por, no máximo, dois gols de diferença, classificaria tanto alemães quanto austríacos; assim, depois do primeiro gol da Alemanha, logo aos 10 minutos de jogo, os times não tiveram escrúpulos em tocar a bola de um lado para outro, sob vaias e protestos do público. Os argelinos, mesmo brilhantes, com 2 vitórias em 3 jogos acabaram eliminados. Por conta deste episódio e outros, em futuros torneios foi instituída a regra de que o jogo final das fases de grupos da Copa e torneios similares devam ser disputados simultaneamente, para evitar combinações de resultados entre dois times.
A França perdeu por 3 a 1 da Inglaterra na estreia, mas mesmo com uma campanha irregular conseguiu a classificação. Empatou com a Tchecoslováquia e ganhou do Kuwait por 4 a 1. Neste jogo, o sheik kuwaitiano Fahad al-Sabah, integrante da comissão técnica e presidente da federação local de futebol, invadiu o campo para protestar contra um gol da França (que seria o quarto) e o árbitro anulou o gol; o time francês acabaria marcando outro gol, deixando o resultado em 4 a 1 mesmo assim. A Inglaterra, com futebol sem criatividade, mas objetivo, passou facilmente em primeiro lugar, pois venceu os tchecos por 2 x 0 e o Kuwait por 1 x 0, sendo a única seleção além do Brasil a bater os 100% de aproveitamento na primeira fase do mundial 82.
A Espanha, dona da casa, teve uma estreia decepcionante, mostrando que a "fúria" não iria longe na sua Copa em casa. Empatou em 1 x 1 contra a estreante em copas, Honduras, com um gol de pênalti no final da partida. Ficou em segundo lugar, em um grupo que foi liderado pela modesta Irlanda do Norte, que venceu os donos da casa por 1 x 0, após empatar com a Iugoslávia 0 x 0 e Honduras por 1 x 1. A Iugoslávia, mesmo sendo uma das favoritas do grupo não se classificou após derrota por 2 x 1 para a Espanha e vitória magra por 1 x 0 sobre Honduras; a derrota para os norte-irlandeses foi fatal para os eslavos do sul.
Já o Brasil, grande favorito ao título, estreou contra a União Soviética. Foi um jogo duríssimo, com a defesa brasileira falhando muito, além de um gol mal anulado do lado soviético, sem contar o pênalti não marcado para a seleção vermelha. Os soviéticos fizeram 1 a 0 numa falha de Waldir Peres. No segundo tempo, o Brasil colocou a bola no chão e o gênio de Sócrates explodiu no gol de empate: Sócrates driblou dois jogadores e soltou uma bomba no ângulo. Aos 43 minutos o gol da vitória, Éder Aleixo dispara um violento chute no ângulo de Rinat Dasayev: Brasil 2 a 1. Em seguida, a equipe de Telê venceu a Escócia, por 4 a 1 - foi a segunda virada dos Canarinhos. Zico brilhou com um bonito gol de falta. Contra a Nova Zelândia, a seleção novamente venceu por goleada, 4 a 0, com o Brasil desfilando em campo. A URSS após empate com a Escócia acabou ficando com a segunda vaga, pois tinha melhor saldo que a seleção escocesa. Uma vez mais os escoceses não passavam da primeira fase de um mundial.
Em Vigo, a Itália dava um vexame após outro. Foram 3 péssimos jogos na primeira fase da Copa. Empate com Polônia (0 a 0), Peru (1 a 1) e Camarões (também 1 a 1), e a Azzurra só se classificou por ter feito um gol a mais que os africanos, que também empataram seus três jogos (sem marcar gols tanto contra Polônia quanto contra Peru). A Polônia de Lato e Boniek goleou o Peru por 5 x 1 na única partida do grupo sem um resultado igual e ficou com o primeiro lugar do grupo. O clima da seleção italiana era tão ruim que o técnico Enzo Bearzot ordenou que seus jogadores não dessem entrevistas e não lessem os jornais, para que não se deixassem contaminar pelo pessimismo da imprensa italiana.

### Segunda Fase

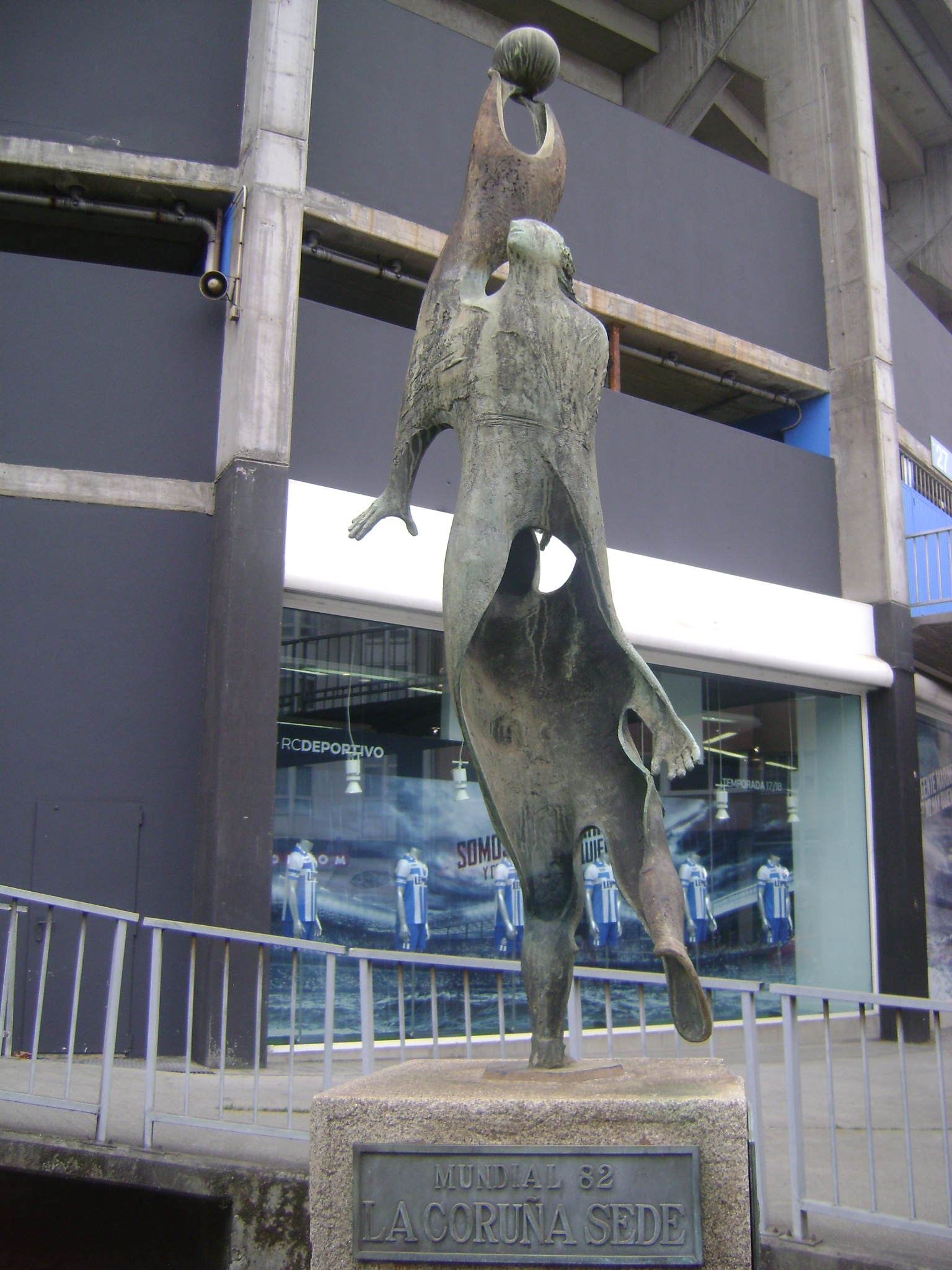
Estátua comemorativa da Copa em Corunha, uma das cidades que sediaram jogos.

A Copa de 1982 contou com um regulamento único. Como eram 6 grupos de 4 times, e apenas os 2 primeiros se classificavam, 12 times formaram 4 grupos de 3 times na segunda fase, de onde os campeões de cada grupo fariam a semifinal.
No grupo da França, a seleção de Michel Platini despachou a Áustria e a Irlanda do Norte. Já a Polônia de Lato e Boniek voltava a fazer uma copa comparável com a célebre campanha de 1974, e eliminava a Bélgica e a URSS, ganhando um lugar na semifinal.
A Alemanha Ocidental sepultou o sonho espanhol do primeiro título e despachou a "Fúria", além do English Team, provando, uma vez mais, o grande poder de recuperação das seleções alemãs, como em 1954 e 1974.
Na segunda fase, o Brasil enfrentaria Argentina e Itália. Primeiramente, o Brasil atropelou a Argentina, se vingando de 1978. Com uma exibição irrepreensível, o time comandado em campo por Zico envolveu a defesa da Argentina e chegou a fazer 3 x 0. A emblemática imagem de Júnior na beira do campo, sambando ao som da batucada da torcida, dava provas do poderio do futebol-arte do Brasil. Nesse jogo, o então jovem Maradona não resistiu à incapacidade de reação do time portenho e foi expulso após desferir um verdadeiro golpe de arte marcial em Batista. No final o Brasil venceu por 3 x 1, em uma humilhante despedida para os campeões do mundo, de malas prontas para retornarem a Buenos Aires.
O outro time do grupo, a Itália, jogou três jogos péssimos na fase de classificação, porém, na hora da verdade, a mística da Azzurra incendiou a equipe, que disparou rumo ao tricampeonato. A seleção europeia venceu o primeiro jogo contra a Argentina por 2 a 1, complicando e muito a situação dos portenhos, que, como já visto, perderam do Brasil. Depois, viria um dos grandes jogos da Copa, para muitos, a grande partida, que definiu os rumos do mundial.
O Show de Paolo Rossi no Sarriá
Brasil e Itália se enfrentaram pelo terceiro jogo da segunda fase em seu grupo. Como a Argentina tinha perdido por 2 x 1 para a Itália e por 3 x 1 para o Brasil, a seleção canarinho, àquela altura tida como favorita ao título, tinha a vantagem do empate para se classificar em primeiro no grupo. A maioria dos torcedores brasileiros acreditava em uma vitória tranquila, pois a Itália, até então, só havia vencido um jogo na copa, enquanto o Brasil era o único com aproveitamento de 100%. Logo no início da partida, aos 5 minutos, ataque da Itália com um cruzamento vindo da esquerda e cabeceio do artilheiro Paolo Rossi, com a defesa brasileira apenas assistindo à cabeceada do italiano. Seguiu o jogo, o Brasil não se intimidou. Ainda no 1º tempo, Zico se livra de Claudio Gentile e toca para Sócrates, o "doutor" invadiu a área e chutou colocado e forte, empatando o confronto. A Itália marcava forte a saída de bola do Brasil e forçava o erro da seleção. Em uma reposição de bola do goleiro brasileiro Waldir Peres, Toninho Cerezzo fez um toque lateral para o meio, entre Luisinho e Falcão, o veloz Paolo Rossi tomou a bola, encaminhou-se de frente para o gol brasileiro e chutou forte, marcando 2 x 1.
Mas o "time canarinho" ainda tinha todo o 2º tempo para empatar e se classificar. Foi no segundo tempo que o time de Telê pressionou o adversário buscando o empate. Em um lance memorável Júnior saiu com a bola da lateral esquerda para o meio, tocou a bola para Falcão na entrada da área, Cerezzo fez uma ultrapassagem levando a marcação e abrindo espaço na defesa da squadra azzurra, e Falcão chutou forte empatando o confronto: 2 x 2. Aquele resultado era o suficiente para a classificação do Brasil. Mas o lance fatal viria logo em seguida: escanteio para a Itália, o time brasileiro, que só jogava no ataque, estava todo dentro da área. Cobrado o escanteio, a bola sobrou na entrada da área, um chute é desferido e a bola achou ele, Paolo Rossi, que desviou a trajetória e matou Valdir Peres: 3 x 2. Detalhe: Junior estava embaixo da trave brasileira dando condições ao matador italiano Rossi. Depois disso tudo, a Itália teve um gol legítimo mal anulado pela arbitragem (que aumentaria o placar da derrota brasileira para 2 X 4) e o Brasil teve uma última chance no finalzinho da partida, mas o veterano e excepcional goleiro Dino Zoff confirmou a derrota brasileira ao fazer uma defesa espetacular em uma cabeçada certeira de Oscar.

### As semifinais
A Alemanha passou à final após uma vitória épica contra a França de Platini, no outro jogo que marcou a Copa, ao lado de Brasil x Itália. No tempo normal, 1 a 1. Na prorrogação, a França chega a fazer 3 a 1. Mas, os alemães, liderados por Rummenigge, buscaram o resultado e empataram o jogo em 7 minutos, numa das mais espetaculares reações de todos os tempos. Na primeira decisão por pênaltis da história das Copas (a regra de desempate por pênaltis já estava prevista desde o Mundial de 1974, mas não foi utilizada até aqui), deu Alemanha por 5 a 4, depois que o chute de Maxime Bossis foi defendido e Horst Hrubesch converteu nas cobranças alternadas. O lado lamentável foi a covarde agressão que o goleiro alemão, Harald Schumacher, cometeu sobre Patrick Battiston, que caiu no chão sem sentidos, o que fez muitos acreditarem que o atacante francês havia morrido; apesar disso, Schumacher não recebeu sequer um cartão e o árbitro holandês Charles Corver deixou o jogo seguir.
A Itália venceu a Polônia, em Barcelona, por 2 x 0, dois gols de Paolo Rossi, agora carrasco também dos poloneses, que perderam mais uma vez a chance de chegar a uma final de copa.
Na decisão do terceiro lugar, a França sucumbiu frente aos "Águias Brancas", que igualariam o 3º lugar de 1974: Polônia 3 x 2 França.

### A final
A final da Copa aconteceu no Estádio Santiago Bernabéu, em Madri. Mas o que era para ser um clássico virou um passeio italiano. A Azzurra passeou em campo, embalada pelas vitórias sobre Argentina e Brasil, e não tomou conhecimento da Alemanha. O 1º tempo termina com 0 x 0. No 2º tempo porém, a seleção italiana abriu 3 x 0, sendo o primeiro gol do carrasco Paolo Rossi, que assim se tornava o artilheiro do torneio, com 6 gols. A Alemanha ainda descontou, mas já era tarde para a reação do time germânico. A Itália era mesmo a campeã, consagrada em cima da Argentina (campeã do mundo), do Brasil (favorito ao título) e da Alemanha (sua maior rival).

## Sorteio
O sorteio foi realizado no Palacio de Congresos em Madri, no dia 16 de Janeiro de 1982.
Os cabeças de chave foram: Alemanha Ocidental, Argentina, Brasil, Espanha, Inglaterra e Itália.

## Sedes
17 estádios em 14 cidades hospedaram o torneio.
| Madrid             | Madrid             | Barcelona             | Barcelona               | Vigo                 | Corunha            |
| ------------------ | ------------------ | --------------------- | ----------------------- | -------------------- | ------------------ |
| Santiago Bernabeu  | Vicente Calderón   | Camp Nou              | Sarrià                  | Balaídos             | Riazor             |
| Capacidade: 91 000 | Capacidade: 66 000 | Capacidade: 120 000   | Capacidade: 44 000      | Capacidade: 40 000   | Capacidade: 37 000 |
|                    |                    |                       |                         |                      |                    |
| Gijón              | Oviedo             | Elche                 | Alicante                | Bilbau               | Valladolid         |
| El Molinón         | Carlos Tartiere    | Nuevo                 | Estádio Jose Rico Perez | Estádio de San Mamés | José Zorrilla      |
| Capacidade: 47 000 | Capacidade: 23 000 | Capacidade: 40 000    | Capacidade: 38 000      | Capacidade: 47 000   | Capacidade: 30 000 |
|                    |                    |                       |                         |                      |                    |
| Valência           | Saragoça           | Sevilha               | Sevilha                 | Málaga               |                    |
| Luis Casanova      | La Romareda        | Ramón Sánchez Pizjuán | Benito Villamarín       | La Rosaleda          |                    |
| Capacidade: 55 000 | Capacidade: 42 000 | Capacidade: 68 000    | Capacidade: 50 000      | Capacidade: 44 000   |                    |
|                    |                    |                       |                         |                      |                    |

## Primeira Fase

### Grupo A
| Pos. | Seleção  | Pts | J | V | E | D | GP | GC | SG |
| ---- | -------- | --- | - | - | - | - | -- | -- | -- |
| 1    | Polónia  | 4   | 3 | 1 | 2 | 0 | 5  | 1  | +4 |
| 2    | Itália   | 3   | 3 | 0 | 3 | 0 | 2  | 2  | 0  |
| 3    | Camarões | 3   | 3 | 0 | 3 | 0 | 1  | 1  | 0  |
| 4    | Peru     | 2   | 3 | 0 | 2 | 1 | 2  | 6  | –4 |

| 14 de junho | Itália | 0 – 0     | Polónia | Estádio de Balaídos, Vigo                   |
| 17:15       |        | Relatório |         | Público: 33 000 Árbitro: FRA Michel Vautrot |

| 15 de junho | Peru | 0 – 0     | Camarões | Estádio de Riazor, Corunha                |
| 17:15       |      | Relatório |          | Público: 11 000 Árbitro: AUT Franz Wöhrer |

| 18 de junho | Itália    | 1 – 1     | Peru     | Estádio Balaídos, Vigo                         |
| 17:15       | Conti 18' | Relatório | Díaz 83' | Público: 25 000 Árbitro: GER Walter Eschweiler |

| 19 de junho | Polónia | 0 – 0     | Camarões | Estádio de Riazor, Corunha                 |
| 17:15       |         | Relatório |          | Público: 19 000 Árbitro: BEL Alexis Ponnet |

| 22 de junho | Polónia                                                        | 5 – 1     | Peru        | Estádio de Riazor, Corunha                       |
| 17:15       | Smolarek 55' · Lato 58' · Boniek 61' · Buncol 68' · Ciołek 76' | Relatório | La Rosa 83' | Público: 25 000 Árbitro: MEX Mario Rubio Vázquez |

| 23 de junho | Itália       | 1 – 1     | Camarões   | Estádio Balaídos, Vigo            |
| 17:15       | Graziani 60' | Relatório | M'Bida 61' | Público: 20 000 Árbitro: BUL 1971 |

### Grupo B
| Pos. | Seleção            | Pts | J | V | E | D | GP | GC | SG |
| ---- | ------------------ | --- | - | - | - | - | -- | -- | -- |
| 1    | Alemanha Ocidental | 4   | 3 | 2 | 0 | 1 | 6  | 3  | +3 |
| 2    | Áustria            | 4   | 3 | 2 | 0 | 1 | 3  | 1  | +2 |
| 3    | Argélia            | 4   | 3 | 2 | 0 | 1 | 5  | 5  | 0  |
| 4    | Chile              | 0   | 3 | 0 | 0 | 3 | 3  | 8  | –5 |

| 16 de junho | Alemanha Ocidental | 1 – 2     | Argélia                   | El Molinón, Gijón                        |
| 17:15       | Rummenigge 67'     | Relatório | Madjer 54' · Belloumi 68' | Público: 42 000 Árbitro: Revoredo (Peru) |

| 17 de junho | Chile | 0 – 1     | Áustria       | Estádio Carlos Tartiere, Oviedo               |
| 17:15       |       | Relatório | Schachner 21' | Público: 22 500 Árbitro: Cardellino (Uruguai) |

| 20 de junho | Alemanha Ocidental                     | 4 – 1     | Chile       | El Molinón, Gijón                       |
| 17:15       | Rummenigge 9', 57', 66' · Reinders 81' | Relatório | Moscoso 90' | Público: 42 000 Árbitro: Galler (Suíça) |

| 21 de junho | Argélia | 0 – 2     | Áustria                    | Estádio Carlos Tartiere, Oviedo               |
| 17:15       |         | Relatório | Schachner 55' · Krankl 67' | Público: 22 000 Árbitro: Bosković (Austrália) |

| 24 de junho | Argélia                       | 3 – 2     | Chile                          | Estádio Carlos Tartiere, Oviedo             |
| 17:15       | Assad 7', 31' · Bensaoula 35' | Relatório | Neira 59' (pen) · Letelier 73' | Público: 16 000 Árbitro: Méndez (Guatemala) |

| 25 de junho | Alemanha Ocidental | 1 – 0     | Áustria | El Molinón, Gijón                            |
| 17:15       | Hrubesch 10'       | Relatório |         | Público: 41 000 Árbitro: Valentine (Escócia) |

### Grupo C
| Pos. | Seleção     | Pts | J | V | E | D | GP | GC | SG  |
| ---- | ----------- | --- | - | - | - | - | -- | -- | --- |
| 1    | Bélgica     | 5   | 3 | 2 | 1 | 0 | 3  | 1  | +2  |
| 2    | Argentina   | 4   | 3 | 2 | 0 | 1 | 6  | 2  | +4  |
| 3    | Hungria     | 3   | 3 | 1 | 1 | 1 | 12 | 6  | +6  |
| 4    | El Salvador | 0   | 3 | 0 | 0 | 3 | 1  | 13 | –12 |

| 13 de junho | Argentina | 0 – 1     | Bélgica         | Camp Nou, Barcelona                                 |
| 20:00       |           | Relatório | Vandenbergh 62' | Público: 95 500 Árbitro: Christov (Tchecoslováquia) |

| 15 de junho | Hungria                                                                                         | 10 – 1    | El Salvador | Nuevo Estadio, Elche                      |
| 21:00       | Nyilasi 4', 83' · Pölöskei 11' · Fazekas 23', 54' · Tóth 50' · Kiss 69', 72', 76' · Szentes 72' | Relatório | Ramírez 64' | Público: 23 000 Árbitro: Al-Doy (Bahrein) |

| 18 de junho | Argentina                                     | 4 – 1     | Hungria      | Estádio José Rico Pérez, Alicante          |
| 21:00       | Bertoni 26' · Maradona 28', 57' · Ardiles 60' | Relatório | Pölöskei 76' | Público: 32 093 Árbitro: Lacarne (Argélia) |

| 19 de junho | Bélgica   | 1 – 0     | El Salvador | Nuevo Estadio, Elche                                |
| 21:00       | Coeck 19' | Relatório |             | Público: 15 000 Árbitro: Moffatt (Irlanda do Norte) |

| 22 de junho | Bélgica           | 1 – 1     | Hungria   | Nuevo Estadio, Elche                        |
| 21:00       | Czerniatynski 76' | Relatório | Varga 27' | Público: 37 000 Árbitro: White (Inglaterra) |

| 23 de junho | Argentina                          | 2 – 0     | El Salvador | Estádio José Rico Pérez, Alicante            |
| 21:00       | Passarella 22' (pen) · Bertoni 52' | Relatório |             | Público: 32 500 Árbitro: Barrancos (Bolívia) |

### Grupo D
| Pos. | Seleção         | Pts | J | V | E | D | GP | GC | SG |
| ---- | --------------- | --- | - | - | - | - | -- | -- | -- |
| 1    | Inglaterra      | 6   | 3 | 3 | 0 | 0 | 6  | 1  | +5 |
| 2    | França          | 3   | 3 | 1 | 1 | 1 | 6  | 5  | +1 |
| 3    | Tchecoslováquia | 2   | 3 | 0 | 2 | 1 | 2  | 4  | –2 |
| 4    | Kuwait          | 1   | 3 | 0 | 1 | 2 | 2  | 6  | –4 |

| 16 de junho | Inglaterra                   | 3 – 1     | França    | Estádio de San Mamés, Bilbau                |
| 17:15       | Robson 1', 67' · Mariner 83' | Relatório | Soler 24' | Público: 44 172 Árbitro: Garrido (Portugal) |

| 17 de junho | Tchecoslováquia   | 1 – 1     | Kuwait        | Estádio José Zorrilla, Valladolid      |
| 17:15       | Panenka 21' (pen) | Relatório | Al-Dakhil 57' | Público: 25 000 Árbitro: Dwomoh (Gana) |

| 20 de junho | Inglaterra                      | 2 – 0     | Tchecoslováquia | Estádio de San Mamés, Bilbau                    |
| 17:15       | Francis 62' · Barmoš 66' (g.c.) | Relatório |                 | Público: 41 123 Árbitro: Corver (Países Baixos) |

| 21 de junho | França                                            | 4 – 1     | Kuwait          | Estádio José Zorrilla, Valladolid                 |
| 17:15       | Genghini 31' · Platini 43' · Six 48' · Bossis 89' | Relatório | Al-Buloushi 75' | Público: 30 043 Árbitro: Stupar (União Soviética) |

| 24 de junho | França  | 1 – 1     | Tchecoslováquia   | Estádio José Zorrilla, Valladolid         |
| 17:15       | Six 66' | Relatório | Panenka 84' (pen) | Público: 28 000 Árbitro: Casarin (Itália) |

| 25 de junho | Inglaterra  | 1 – 0     | Kuwait | Estádio de San Mamés, Bilbau                   |
| 17:15       | Francis 27' | Relatório |        | Público: 39 700 Árbitro: Aristzábal (Colômbia) |

### Grupo E
| Pos. | Seleção          | Pts | J | V | E | D | GP | GC | SG |
| ---- | ---------------- | --- | - | - | - | - | -- | -- | -- |
| 1    | Irlanda do Norte | 4   | 3 | 1 | 2 | 0 | 2  | 1  | +1 |
| 2    | Espanha          | 3   | 3 | 1 | 1 | 1 | 3  | 3  | 0  |
| 3    | Iugoslávia       | 3   | 3 | 1 | 1 | 1 | 2  | 2  | 0  |
| 4    | Honduras         | 2   | 3 | 0 | 2 | 1 | 2  | 3  | –1 |

| 16 de junho | Espanha                | 1 – 1     | Honduras  | Estádio Luis Casanova, Valência                 |
| 21:00       | López Ufarte 65' (pen) | Relatório | Zelaya 8' | Público: 49 562 Árbitro: Ithurralde (Argentina) |

| 17 de junho | Iugoslávia | 0 – 0     | Irlanda do Norte | Estádio de La Romareda, Saragoça              |
| 21:00       |            | Relatório |                  | Público: 25 000 Árbitro: Fredriksson (Suécia) |

| 20 de junho | Espanha                       | 2 – 1     | Iugoslávia | Estádio Luis Casanova, Valência               |
| 21:00       | Juanito 14' (pen) · Saura 66' | Relatório | Gudelj 10' | Público: 48 000 Árbitro: Sørensen (Dinamarca) |

| 21 de junho | Honduras  | 1 – 1     | Irlanda do Norte | Estádio de La Romareda, Saragoça          |
| 21:00       | Laing 60' | Relatório | Armstrong 10'    | Público: 15 000 Árbitro: Chan (Hong Kong) |

| 24 de junho | Honduras | 0 – 1     | Iugoslávia         | Estádio de La Romareda, Saragoça        |
| 21:00       |          | Relatório | Petrović 87' (pen) | Público: 25 000 Árbitro: Castro (Chile) |

| 25 de junho | Espanha | 0 – 1     | Irlanda do Norte | Estádio Luis Casanova, Valência           |
| 21:00       |         | Relatório | Armstrong 47'    | Público: 49 562 Árbitro: Ortiz (Paraguai) |

### Grupo F
| Pos. | Seleção         | Pts | J | V | E | D | GP | GC | SG  |
| ---- | --------------- | --- | - | - | - | - | -- | -- | --- |
| 1    | Brasil          | 6   | 3 | 3 | 0 | 0 | 10 | 2  | +8  |
| 2    | União Soviética | 3   | 3 | 1 | 1 | 1 | 6  | 4  | +2  |
| 3    | Escócia         | 3   | 3 | 1 | 1 | 1 | 8  | 8  | 0   |
| 4    | Nova Zelândia   | 0   | 3 | 0 | 0 | 3 | 2  | 12 | –10 |

| 14 de junho | Brasil                  | 2 – 1     | União Soviética | Estádio Ramón Sánchez Pizjuán, Sevilha      |
| 21:00       | Sócrates 75' · Éder 88' | Relatório | Bal' 34'        | Público: 68 000 Árbitro: Castillo (Espanha) |

| 15 de junho | Escócia                                                      | 5 – 2     | Nova Zelândia            | Estádio La Rosaleda, Málaga                     |
| 21:00       | Dalglish 18' · Wark 29', 32' · Robertson 73' · Archibald 79' | Relatório | Sumner 54' · Wooddin 64' | Público: 36 000 Árbitro: Socha (Estados Unidos) |

| 18 de junho | Brasil                                       | 4 – 1     | Escócia   | Estádio Benito Villamarín, Sevilha          |
| 21:00       | Zico 33' · Oscar 48' · Éder 63' · Falcão 87' | Relatório | Narey 18' | Público: 47 379 Árbitro: Siles (Costa Rica) |

| 19 de junho | União Soviética                           | 3 – 0     | Nova Zelândia | Estádio La Rosaleda, Málaga               |
| 21:00       | Gavrilov 24' · Blokhin 48' · Baltacha 68' | Relatório |               | Público: 19 000 Árbitro: El-Ghoul (Líbia) |

| 22 de junho | União Soviética              | 2 – 2     | Escócia                  | Estádio La Rosaleda, Málaga               |
| 21:00       | Chivadze 59' · Shengelia 84' | Relatório | Jordan 15' · Souness 86' | Público: 45 000 Árbitro: Rainea (Romênia) |

| 23 de junho | Brasil                                            | 4 – 0     | Nova Zelândia | Estádio Benito Villamarín, Sevilha                |
| 21:00       | Zico 28', 31' · Falcão 55' · Serginho Chulapa 70' | Relatório |               | Público: 43 000 Árbitro: Matovinović (Iugoslávia) |

## Segunda Fase

### Grupo 1
| Pos. | Seleção         | Pts | J | V | E | D | GP | GC | SG |
| ---- | --------------- | --- | - | - | - | - | -- | -- | -- |
| 1    | Polónia         | 3   | 2 | 1 | 1 | 0 | 3  | 0  | +3 |
| 2    | União Soviética | 3   | 2 | 1 | 1 | 0 | 1  | 0  | +1 |
| 3    | Bélgica         | 0   | 2 | 0 | 0 | 2 | 0  | 4  | –4 |

| 28 de junho | Polónia             | 3 – 0     | Bélgica | Camp Nou, Barcelona                         |
| 21:00       | Boniek 4', 26', 53' | Relatório |         | Público: 65 000 Árbitro: Siles (Costa Rica) |

| 1 de julho | Bélgica | 0 – 1     | União Soviética | Camp Nou, Barcelona                       |
| 21:00      |         | Relatório | Oganesyan 48'   | Público: 45 000 Árbitro: Vautrot (França) |

| 4 de julho | União Soviética | 0 – 0     | Polónia | Camp Nou, Barcelona                          |
| 21:00      |                 | Relatório |         | Público: 65 000 Árbitro: Valentine (Escócia) |

### Grupo 2
| Pos. | Seleção            | Pts | J | V | E | D | GP | GC | SG |
| ---- | ------------------ | --- | - | - | - | - | -- | -- | -- |
| 1    | Alemanha Ocidental | 3   | 2 | 1 | 1 | 0 | 2  | 1  | +1 |
| 2    | Inglaterra         | 2   | 2 | 0 | 2 | 0 | 0  | 0  | 0  |
| 3    | Espanha            | 1   | 2 | 0 | 1 | 1 | 1  | 2  | –1 |

| 29 de junho | Alemanha Ocidental | 0 – 0     | Inglaterra | Estádio Santiago Bernabéu, Madrid        |
| 21:00       |                    | Relatório |            | Público: 75 000 Árbitro: Coelho (Brasil) |

| 2 de julho | Alemanha Ocidental           | 2 – 1     | Espanha    | Estádio Santiago Bernabéu, Madrid         |
| 21:00      | Littbarski 50' · Fischer 75' | Relatório | Zamora 82' | Público: 90 089 Árbitro: Casarin (Itália) |

| 5 de julho | Espanha | 0 – 0     | Inglaterra | Estádio Santiago Bernabéu, Madrid         |
| 21:00      |         | Relatório |            | Público: 75 000 Árbitro: Ponnet (Bélgica) |

### Grupo 3
| Pos. | Seleção   | Pts | J | V | E | D | GP | GC | SG |
| ---- | --------- | --- | - | - | - | - | -- | -- | -- |
| 1    | Itália    | 4   | 2 | 2 | 0 | 0 | 5  | 3  | +2 |
| 2    | Brasil    | 2   | 2 | 1 | 0 | 1 | 5  | 4  | +1 |
| 3    | Argentina | 0   | 2 | 0 | 0 | 2 | 2  | 5  | –3 |

| 29 de junho | Itália                     | 2 – 1     | Argentina      | Sarrià, Barcelona                         |
|             | Tardelli 55' · Cabrini 67' | Relatório | Passarella 83' | Público: 43 000 Árbitro: Rainea (Romênia) |

| 2 de julho | Argentina | 1 – 3     | Brasil                                       | Sarrià, Barcelona                         |
| 17:15      | Díaz 89'  | Relatório | Zico 11' · Serginho Chulapa 66' · Júnior 75' | Público: 44 000 Árbitro: Vázquez (México) |

| 5 de julho | Itália             | 3 – 2     | Brasil                    | Sarrià, Barcelona                       |
| 17:15      | Rossi 5', 25', 74' | Relatório | Sócrates 12' · Falcão 68' | Público: 44 000 Árbitro: Klein (Israel) |

### Grupo 4
| Pos. | Seleção          | Pts | J | V | E | D | GP | GC | SG |
| ---- | ---------------- | --- | - | - | - | - | -- | -- | -- |
| 1    | França           | 4   | 2 | 2 | 0 | 0 | 5  | 1  | +4 |
| 2    | Áustria          | 1   | 2 | 0 | 1 | 1 | 2  | 3  | –1 |
| 3    | Irlanda do Norte | 1   | 2 | 0 | 1 | 1 | 3  | 6  | –3 |

| 28 de junho | Áustria | 0 – 1     | França       | Estádio Vicente Calderón, Madrid           |
| 17:15       |         | Relatório | Genghini 39' | Público: 37 000 Árbitro: Palotai (Hungria) |

| 1 de julho | Áustria                      | 2 – 2     | Irlanda do Norte  | Estádio Vicente Calderón, Madrid                    |
| 17:15      | Pezzey 50' · Hintermaier 68' | Relatório | Hamilton 27', 75' | Público: 20 000 Árbitro: Prokop (Alemanha Oriental) |

| 4 de julho | França                                | 4 – 1     | Irlanda do Norte | Estádio Vicente Calderón, Madrid          |
| 17:15      | Giresse 33', 80' · Rocheteau 46', 68' | Relatório | Armstrong 75'    | Público: 37 000 Árbitro: Jarguz (Polonia) |

## Fase final
|  | Semifinais               | Semifinais           |   |                        | Final                  | Final |  |
|  |                          |                      |   |                        |                        |       |  |
|  | 8 de julho – Barcelona   |                      |   |                        |                        |       |  |
|  | Polónia                  | 0                    |   |                        |                        |       |  |
|  | Itália                   | 2                    |   |                        |                        |       |  |
|  |                          |                      |   |                        |                        |       |  |
|  |                          |                      |   |                        | 11 de julho – Madri    |       |  |
|  |                          |                      |   |                        | Itália                 | 3     |  |
|  |                          | Alemanha Ocidental   | 1 |                        |                        |       |  |
|  |                          |                      |   |                        |                        |       |  |
|  |                          |                      |   |                        |                        |       |  |
|  |                          |                      |   |                        | Terceiro lugar         |       |  |
|  | 8 de julho – Sevilha     | 8 de julho – Sevilha |   | 10 de julho – Alicante | 10 de julho – Alicante |       |  |
|  | Alemanha Ocidental (pen) | 3 (5)                |   | Polónia                | 3                      |       |  |
|  | França                   | 3 (4)                |   |                        | França                 | 2     |  |

### Semifinais
| 8 de julho | Polónia | 0 – 2     | Itália         | Camp Nou, Barcelona                                        |
| 17:15      |         | Relatório | Rossi 22', 73' | Público: 121 000 (50 000 pagantes) Árbitro: URU Cardellino |

| 8 de julho | Alemanha Ocidental                              | 3 – 3 (pro) | França                                        | Estádio Ramón Sánchez Pizjuán, Sevilha |
| 21:15      | Littbarski 17' · Rummenigge 102' · Fischer 108' | Relatório   | Platini 26' (pen.) · Trésor 92' · Giresse 98' | Público: 63 000 Árbitro: NED Corver    |

|                                                        |       | Penalidades                                |  |
| Kaltz Breitner Stielike Littbarski Rummenigge Hrubesch | 5 – 4 | Giresse Amoros Rochetau Six Platini Bossis |  |

### Decisão do terceiro lugar
| 10 de julho | Polónia                                     | 3 – 2     | França                   | Estádio José Rico Pérez, Alicante    |
| 20:00       | Szarmach 40' · Majewski 44' · Kupcewicz 46' | Relatório | Girard 13' · Couriol 72' | Público: 28 000 Árbitro: POR Garrido |

### Final

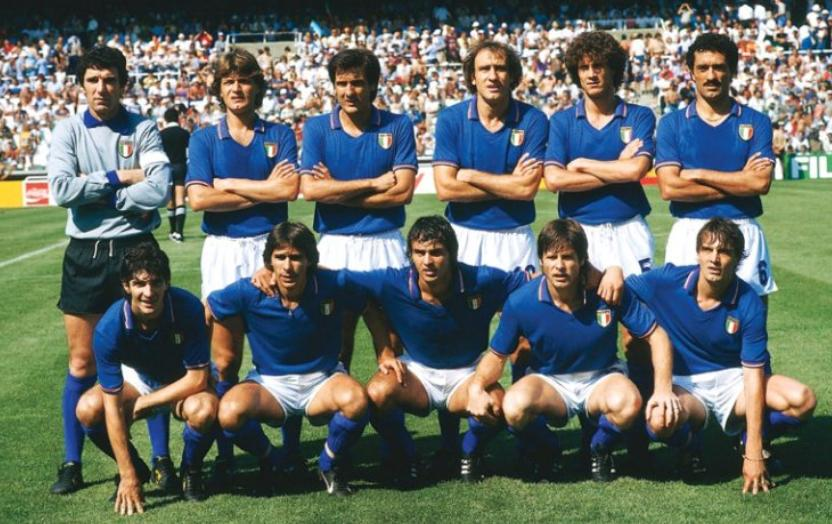
A Seleção Italiana na vitoriosa Copa do Mundo de 1982, em foto antes do jogo contra a Argentina, na segunda fase. Em pé, da esquerda para a direita, estão Zoff, Antognoni, Scirea, Graziani, Collovati e Gentile; agachados, Rossi, Conti, Cabrini, Oriali e Tardelli. Na final, Bergomi foi utilizado no lugar do lesionado Antognoni. Altobelli, autor do terceiro gol na decisão, entrou no decorrer dela, substituindo Graziani.

| 11 de julho de 1982 | Itália                                   | 3 - 1     | Alemanha     | Estádio Santiago Bernabéu, Madrid                       |
| 20:00               | Rossi 57' · Tardelli 69' · Altobelli 81' | Relatório | Breitner 83' | Público: 90 000 Árbitro: BRA Arnaldo Cezar Coelho (CBF) |

| Cores do Time · Cores do Time · Cores do Time · Cores do Time · Cores do Time | Itália | Alemanha Ocidental | Cores do Time · Cores do Time · Cores do Time · Cores do Time · Cores do Time |

## Premiações
| Campeã da Copa do Mundo FIFA de 1982 |
| ------------------------------------ |
| Itália Terceiro Título               |

### Individuais
| Bola de ouro | Bola de prata | Bola de bronze        | Premio Yashin |
| ------------ | ------------- | --------------------- | ------------- |
| Paolo Rossi  | Falcão        | Karl-Heinz Rummenigge | Dino Zoff     |

| Chuteira de ouro | Chuteira de prata     | Chuteira de bronze | FIFA Premio Fair Play |
| ---------------- | --------------------- | ------------------ | --------------------- |
| Paolo Rossi      | Karl-Heinz Rummenigge | Zico               | Brasil                |

### All-Star Team
| Goleiro   | Defensores                                       | Meio campistas                             | Atacantes                         |
| --------- | ------------------------------------------------ | ------------------------------------------ | --------------------------------- |
| Dino Zoff | Luizinho Júnior Claudio Gentile Fulvio Collovati | Zbigniew Boniek Falcão Michel Platini Zico | Paolo Rossi Karl-Heinz Rummenigge |

### Artilharia
| Jogador               | Seleção            | Gols |
| --------------------- | ------------------ | ---- |
| Paolo Rossi           | Itália             | 6    |
| Karl-Heinz Rummenigge | Alemanha Ocidental | 5    |
| Zico                  | Brasil             | 4    |
| Zbigniew Boniek       | Polonia            | 4    |
| Falcão                | Brasil             | 3    |
| Alain Giresse         | França             | 3    |
| Gerry Armstrong       | Irlanda do Norte   | 3    |
| László Kiss           | Hungria            | 3    |
| Diego Maradona        | Argentina          | 2    |
| Sócrates              | Brasil             | 2    |
| Eder                  | Brasil             | 2    |
| Michel Platini        | França             | 2    |

### Maiores Jogadores
Eleitos pelos jornalistas presentes
| #  | Jogador               | Resultado      |
| -- | --------------------- | -------------- |
| 1  | Paolo Rossi           | Bola de Ouro   |
| 2  | Paulo Roberto Falcão  | Bola de Prata  |
| 3  | Karl-Heinz Rummenigge | Bola de Bronze |
| 4  | Zbigniew Boniek       |                |
| 5  | Zico                  |                |
| 6  | Sócrates              |                |
| 7  | Alain Giresse         |                |
| 8  | Rinat Dasayev         |                |
| 9  | Diego Maradona        |                |
| 10 | Michel Platini        |                |

## Classificação final

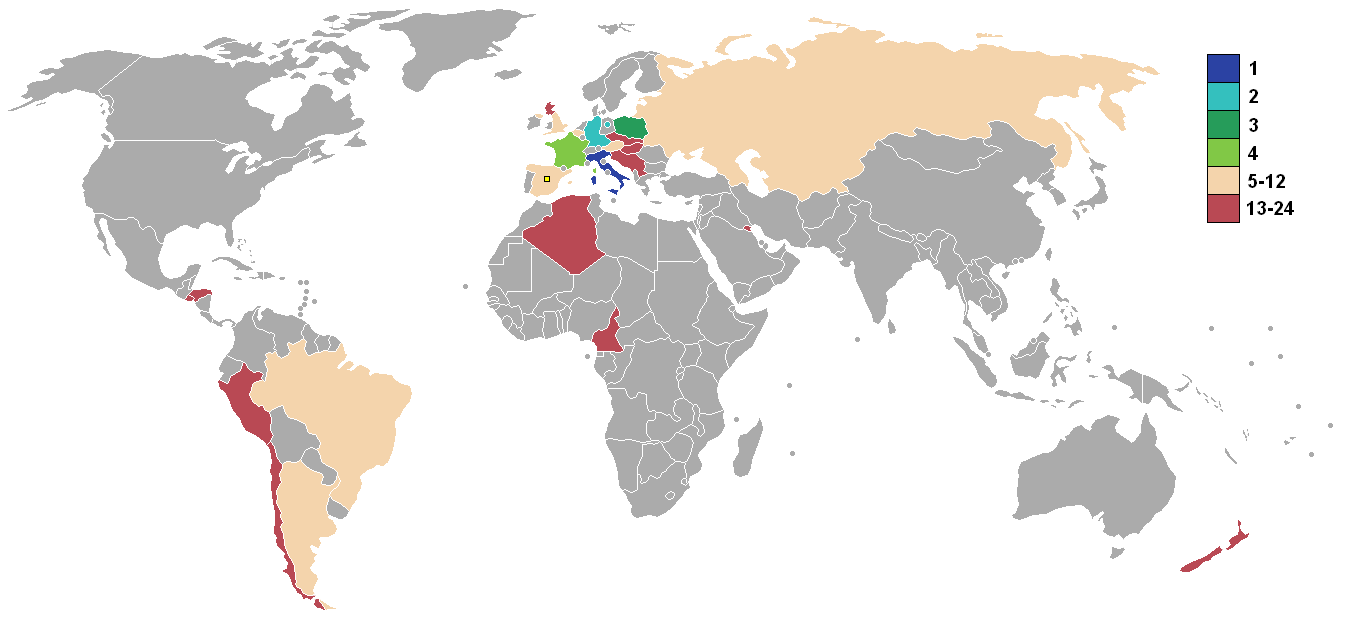

A classificação final é determinada através da fase em que a seleção alcançou e a sua pontuação, levando em conta os critérios de desempate.
| Pos.                        | Seleção            | Gr | Pts | J | V | E | D | GP | GC | SG  |
| --------------------------- | ------------------ | -- | --- | - | - | - | - | -- | -- | --- |
| Final                       |                    |    |     |   |   |   |   |    |    |     |
| 1                           | Itália             | A  | 11  | 7 | 4 | 3 | 0 | 12 | 6  | +6  |
| 2                           | Alemanha Ocidental | B  | 8   | 7 | 3 | 2 | 2 | 12 | 10 | +2  |
| Decisão do 3º e 4º lugar    |                    |    |     |   |   |   |   |    |    |     |
| 3                           | Polónia            | A  | 9   | 7 | 3 | 3 | 1 | 11 | 5  | +6  |
| 4                           | França             | D  | 8   | 7 | 3 | 2 | 2 | 16 | 12 | +4  |
| Eliminados na segunda fase  |                    |    |     |   |   |   |   |    |    |     |
| 5                           | Brasil             | F  | 8   | 5 | 4 | 0 | 1 | 15 | 6  | +9  |
| 6                           | Inglaterra         | D  | 8   | 5 | 3 | 2 | 0 | 6  | 1  | +5  |
| 7                           | União Soviética    | F  | 6   | 5 | 2 | 2 | 1 | 7  | 4  | +3  |
| 8                           | Áustria            | B  | 5   | 5 | 2 | 1 | 2 | 5  | 4  | +1  |
| 9                           | Bélgica            | C  | 5   | 5 | 2 | 1 | 2 | 3  | 5  | –2  |
| 10                          | Irlanda do Norte   | E  | 5   | 5 | 1 | 3 | 1 | 5  | 7  | –2  |
| 11                          | Argentina          | C  | 4   | 5 | 2 | 0 | 3 | 8  | 7  | +1  |
| 12                          | Espanha            | E  | 4   | 5 | 1 | 2 | 2 | 4  | 5  | –1  |
| Eliminados na primeira fase |                    |    |     |   |   |   |   |    |    |     |
| 13                          | Argélia            | B  | 4   | 3 | 2 | 0 | 1 | 5  | 5  | 0   |
| 14                          | Hungria            | C  | 3   | 3 | 1 | 1 | 1 | 12 | 6  | +6  |
| 15                          | Escócia            | F  | 3   | 3 | 1 | 1 | 1 | 8  | 8  | 0   |
| 16                          | Iugoslávia         | E  | 3   | 3 | 1 | 1 | 1 | 2  | 2  | 0   |
| 17                          | Camarões           | A  | 3   | 3 | 0 | 3 | 0 | 1  | 1  | 0   |
| 18                          | Honduras           | E  | 2   | 3 | 0 | 2 | 1 | 2  | 3  | –1  |
| 19                          | Tchecoslováquia    | D  | 2   | 3 | 0 | 2 | 1 | 2  | 4  | –2  |
| 20                          | Peru               | A  | 2   | 3 | 0 | 2 | 1 | 2  | 6  | -4  |
| 21                          | Kuwait             | D  | 1   | 3 | 0 | 1 | 2 | 2  | 6  | –4  |
| 22                          | Chile              | B  | 0   | 3 | 0 | 0 | 3 | 3  | 8  | –5  |
| 23                          | Nova Zelândia      | F  | 0   | 3 | 0 | 0 | 3 | 2  | 12 | –10 |
| 24                          | El Salvador        | C  | 0   | 3 | 0 | 0 | 3 | 1  | 13 | –12 |